# Acanthodelta externesignata
Acanthodelta externesignata là một loài bướm đêm trong họ Noctuidae.